# Fritz Zwicky
Fritz Zwicky, född 14 februari 1898 i Varna, Bulgarien, död 8 februari 1974 i Pasadena, var en schweizisk fysiker och astronom. Han växte upp i Mollis i Schweiz och verkade större delen av sitt liv vid California Institute of Technology, där han lämnade många viktiga bidrag inom teoretisk och observationell astronomi, som till exempel banbrytande forskning om supernovor och neutronstjärnor. Han förutsade bland annat  existensen av mörk materia, ett gåtfullt och osynligt fenomen som då ofta förlöjligades, men numera allmänt accepteras.
Zwicky var en excentrisk forskare som använde många otraditionella metoder. Samtidigt med sin forskning arbetade han för Aerojet, en amerikansk raketfabrik, och låg bakom den första uppskjutningen av ett föremål som lämnade jordens gravitation 1957.

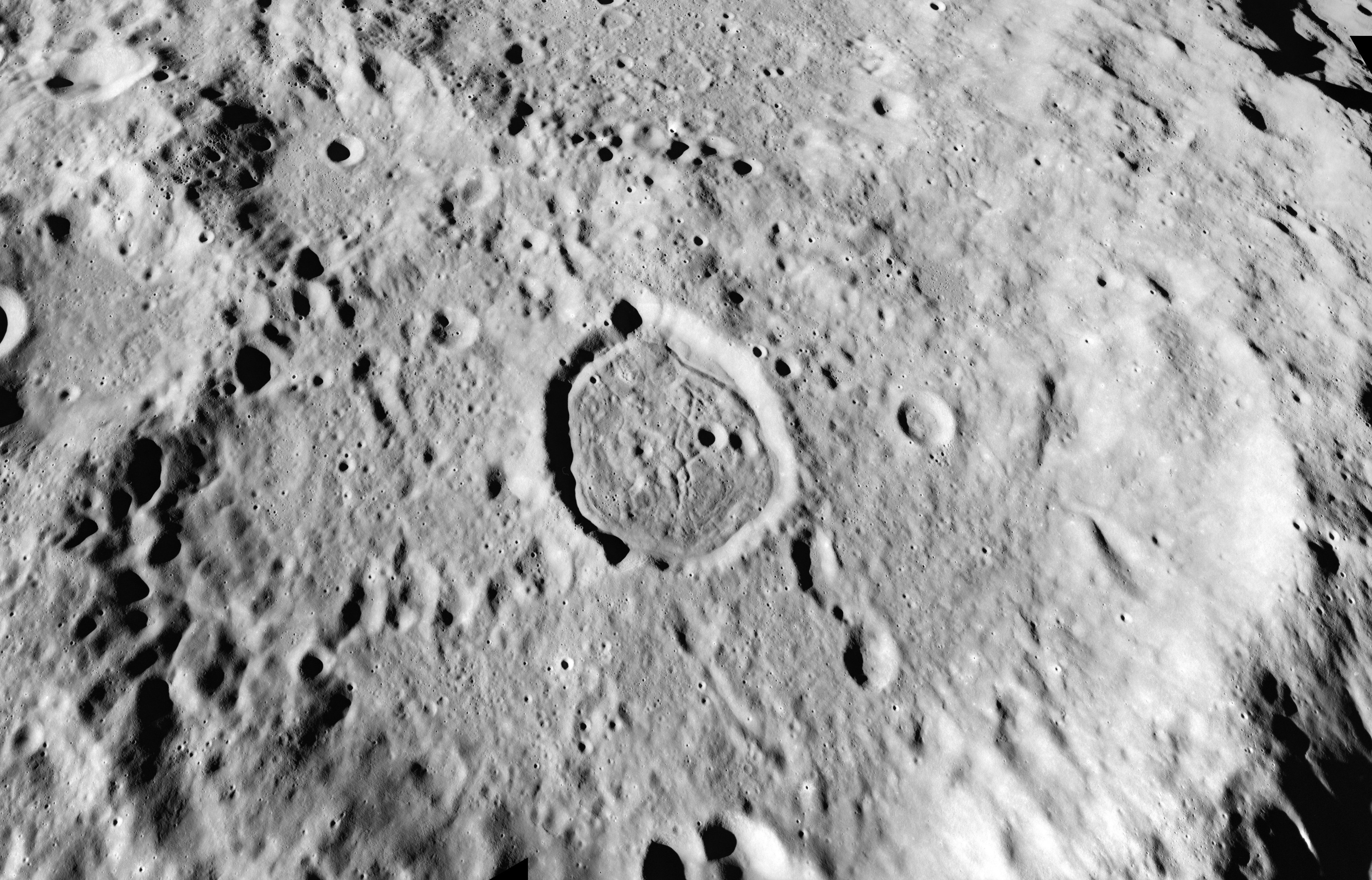
Kratern Zwicky på ett foto från Apollo 17, 1972.

## Eftermäle
Asteroiden 1803 Zwicky och en nedslagskrater på månens baksida är uppkallade efter honom.